# Fiat 512
La Fiat 512 è un'autovettura di alta gamma prodotta dalla Fiat dal 1926 al 1928.
Si basava sullo stesso telaio e sulla stessa meccanica dell'esemplare che sostituì, la Fiat 510, ma con una nuova carrozzeria. 

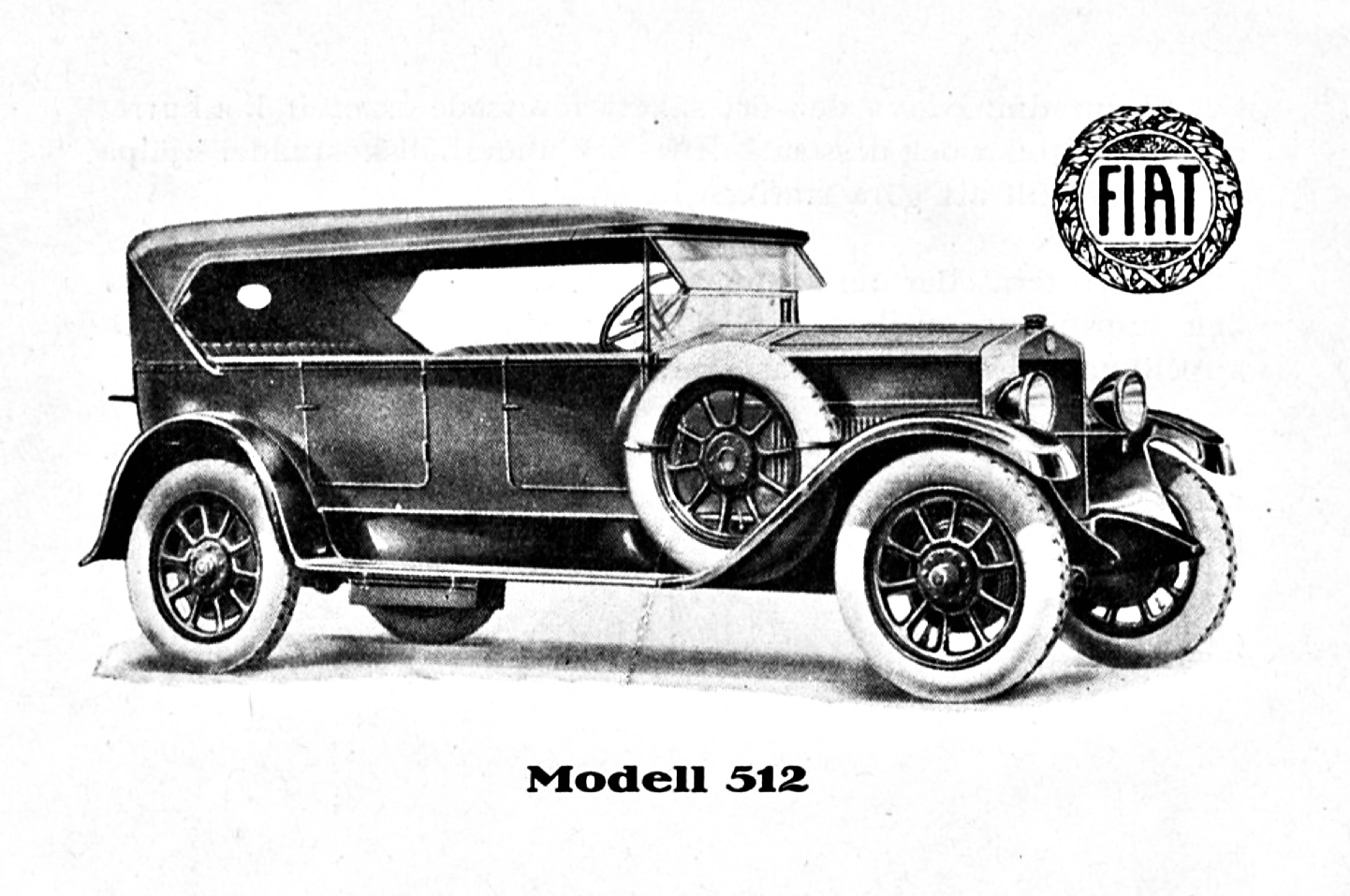
Fiat 512 (1926-1928).

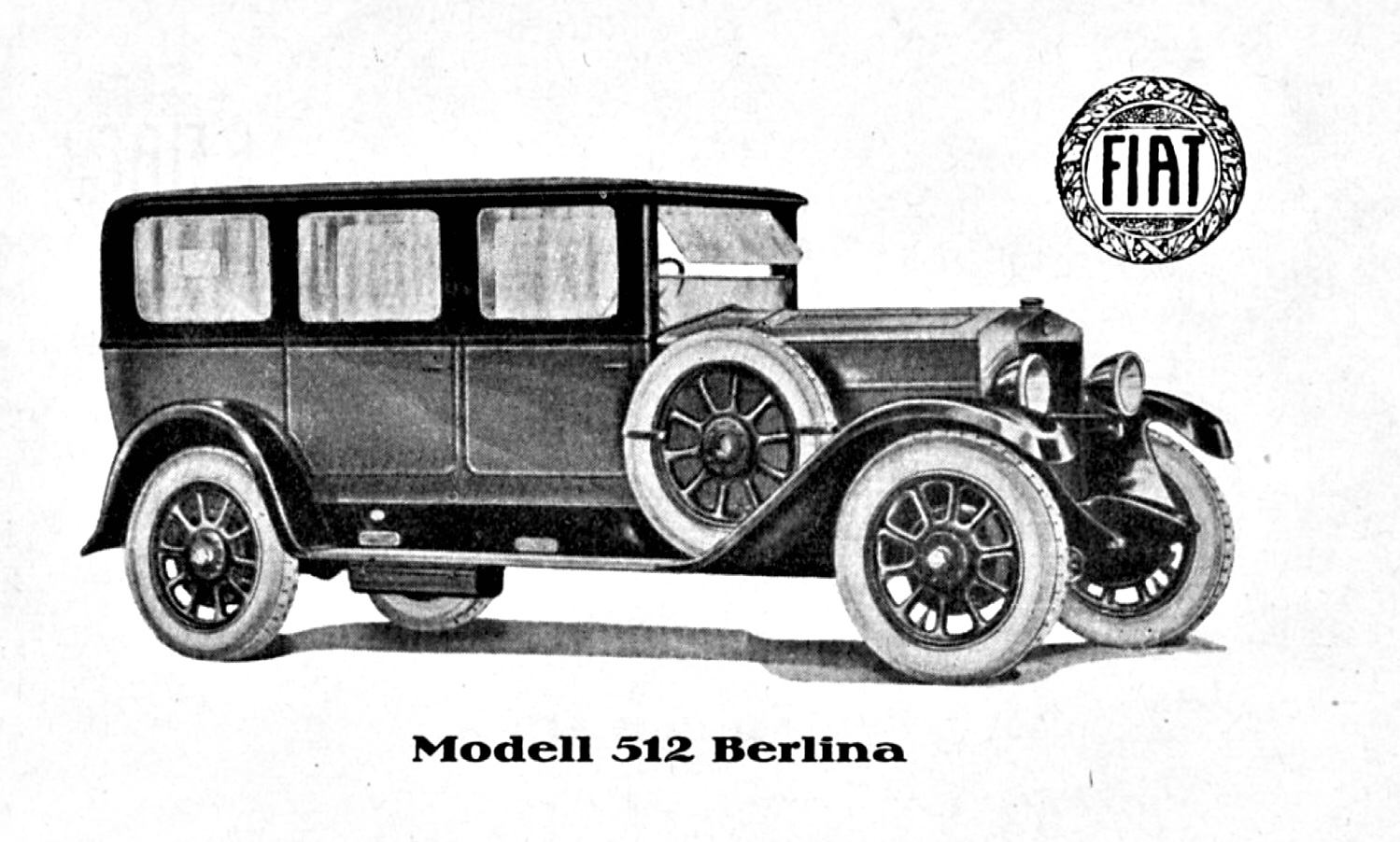
Fiat 512 Berlina (1926-1928).

Fu fornita, oltre che le versioni comuni per l'epoca, vale a dire berlina, torpedo, coupé de ville, cabriolet e landaulet, anche del modello limousine. Aveva sei posti. Rispetto al modello precedente furono modificate le sospensioni ed i freni, che erano sulle quattro ruote.
Il motore era a sei cilindri con 3446 cm³  di cilindrata. L'accensione era a magnete ed il cambio a quattro rapporti. Raggiungeva gli 80 km/h. Aveva una potenza di 46 cv a 2400 giri al minuto.
Sarà prodotta in 2583 esemplari, la maggior parte esportati in Gran Bretagna e in Australia.